# Virginia Ayllón Soria
Virginia Ayllón Soria (La Paz, Bolivia, 1958) es una poeta, bibliotecóloga e investigadora literaria boliviana. Se dedica a la investigación de temas sociales como la violencia patriarcal y el feminismo en Bolivia. En su búsqueda en reconocerse en otras escritoras, las anteriores y las contemporáneas llegó a ser la mayor estudiosa sobre el pensamiento y obra de Adela Zamudio. Tiene 37 trabajos en 81 publicaciones en 2 idiomas algunas de sus obras fueron publicadas en antologías de Bolivia y el exterior. Es redactora de la revista Correveydile. Su trabajo más representativo es Búsquedas: Las discapacidades, publicado en 2004. Su labor la enfoca en la literatura y el pensamiento boliviano. En la Universidad Mayor de San Andrés de La Paz, dio las cátedras de Crítica Literaria feminista en la carrera de Literatura y Genealogía del Feminismo e Historia crítica de las mujeres e interdisciplinariedad, en la Maestría de Estudios Feministas.

## Vida personal
Ayllón alega que no tiene formación académica estricta pues no estudió con ese objetivo, más bien su camino la llevó a la academia, por eso su formación es principalmente autodidacta. Estudió Sociología en la década de 1970, cuando  Sociología era considerada "la carrera revolucionaria", durante el régimen dictatorial de Banzer. 
Este periodo dictatorial significó su involucramiento activo en las manifestaciones ciudadanas reclamando la instauración de la democracia. Participó en uno de los piquetes de las huelgas de hambre para derrocarlo, junto con las mujeres mineras. 
En este periodo fue colaborada por Victor Hugo Viscarra quien la llevó a ocultarse cuando la policía, a órdenes de la dictadura, la buscaba, salvándose de ser una de las víctimas de las desapariciones propiciadas por la dictadura. Por esta experiencia, desarrolló una lealtad y amistad inquebrantable con el escritor de la calle.
También fue líder estudiantil de la carrera de sociología y allí conoció a Silvia Rivera, quien era la directora de la carrera. 
Posteriormente dejó la carrera de Sociología para ingresar a la carrera de Bibliotecología inspirada en Borges, el bibliotecario. 

Con respecto a su pasión por la lectura menciona:
La lectura no puede ser sino fragmentaría. Se lee desde la fracción que se es ese momento – a veces segmento, a veces a penas un residuo – y se recuerda lo leído desde otro fragmento. Quizá ahí esté el gusto de la relectura, en el recuerdo de lo no leído, en la intuición de una partícula textual, en las ansias de la completud. La relectura marca nuestra errancia por el mundo del texto, nuestra obsesiva búsqueda de sentido. Liberalia: Diez fragmentos sobre la lectura (2006)

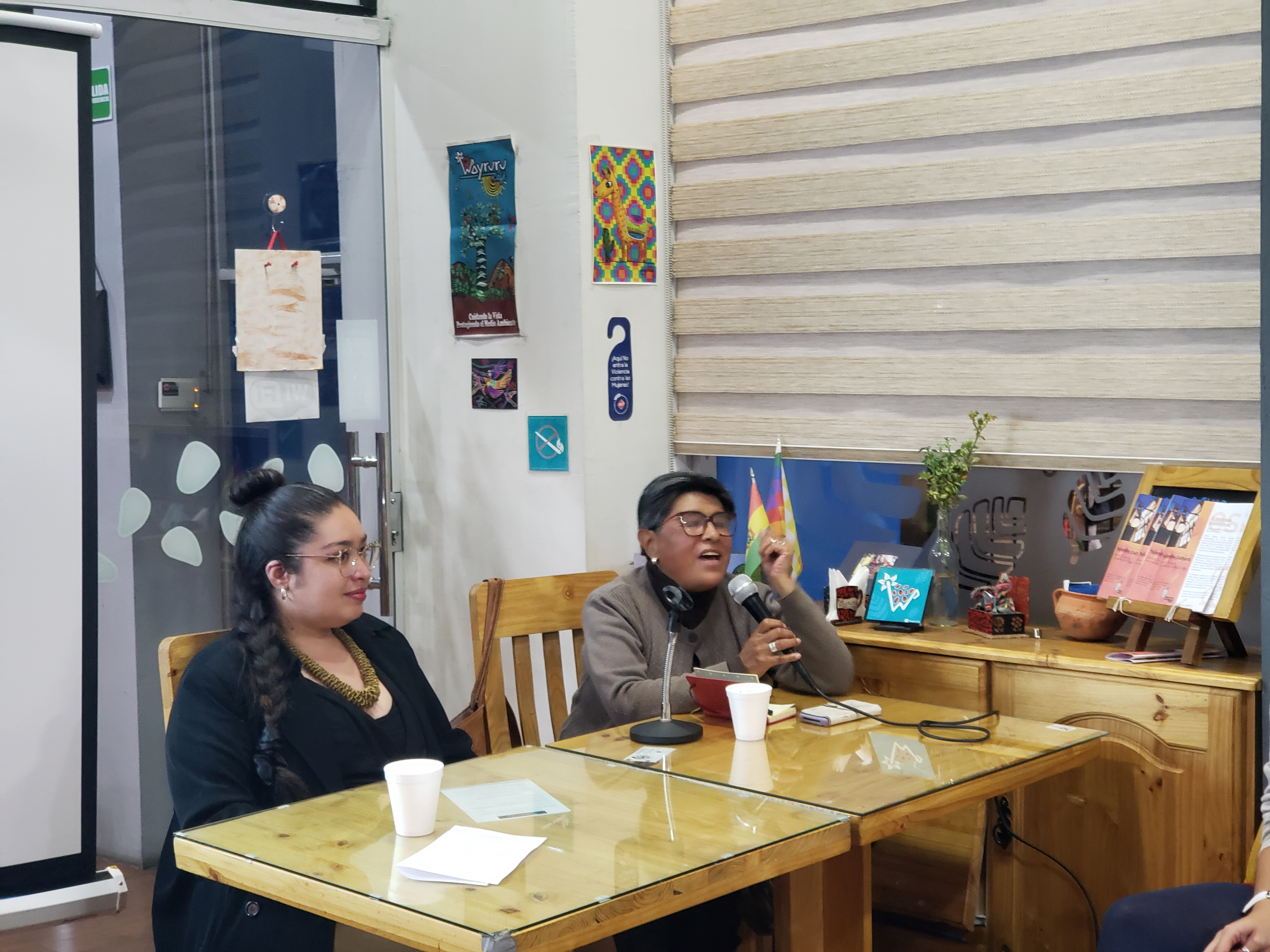
Virginia Ayllón Soria (a la derecha) en el Conversatorio "Mujeres por mujeres" organizado por Wikimedistas de Bolivia en marzo de 2024.

Durante diez años militó en la izquierda pero no le satisfizo y la abandonó porque encontró mejores respuestas en los libros. Se hizo feminista para entender por qué había sufrido violencia doméstica, al buscar respuestas aprendió sobre el sistema patriarcal, tema del que intuía.
Fue la responsable del Centro de Documentación en Artes y Literaturas Latinoamericanas (Cedoal) entre 2003 y 2005.
Ayllón es madre de dos hijas. Movilizada por su situación económica una vez contrabandeó relojes pero no supo ser comerciante y en una cena se gastó todo el dinero

## Obra
La ausencia de Adela Zamudio (Nuevo Milenio, 2012), en colaboración con Luis H. Antezana;  es un CD interactivo con videos musicales con base en los poemas de Adela Zamudio.
Cuentos (Plural, 2013)
El pensamiento de Adela Zamudio (Plural, 2019)
Obra Completa de Lindaura Anzoátegui
Obra completa de Yolanda Bedregal
La ausencia de Adela Zamudio
Poesía de Adela Zamudio
Búsquedas: cuatro relatos y algunos versos (1996)
Búsquedas: las discapacidades (2004)
Liberalia: diez fragmentos sobre la lectura (2006)